# Peugeot SC
Il Peugeot SC è uno scooter prodotto dalla casa motociclistica francese Peugeot dal 1983 al 1992 in due motorizzazioni da 50 e 80 cm³.
In Italia è stato venduto come Peugeot SC Metropolis.
Nel 1988 il modello con motore 80 cm³ viene ribattezzato Peugeot SX.

## Storia
Alla fine degli anni settanta la Peugeot avvia lo sviluppo di un nuovo scooter compatto e leggero realizzato con carrozzeria in plastica. Tale progetto serviva a rafforzare la presenza nel segmento delle “due ruote” con un prodotto più moderno e confortevole rispetto ai classici motorini 50 che dominavano il mercato e allo stesso tempo fare concorrenza ai nuovi prodotti giapponesi che stavano invadendo il mercato europeo. 
Nel giugno 1981 viene stretto un accordo con la giapponese Honda che prevedeva l’acquisto di motori a quattro tempi giapponesi, trasmissione a variatore e componenti elettrici da installare sul futuro scooter Peugeot.
Nel 1983 viene presentato ufficialmente il nuovo SC, primo scooter della casa francese equipaggiato con due motori Honda a due tempi da 50 e 80 cm³ e cambio automatico; tale meccanica deriva dall’Honda Lead, prodotto in Giappone dall’anno precedente.
Molto ricco nella dotazione, disponeva di ruote da 10", sospensioni idrauliche, accensione elettronica, impianto frenante a tamburo da 110 mm sia anteriore che posteriore, un ampio manubrio con uno scudo protettivo che si estendeva fino alle manopole in modo da proteggere le mani dal vento, sella mono o biposto. Era disponibile in due versioni: la base “L” e la più ricca “LM”.
Ottenne subito un successo immediato in patria nonostante il prezzo elevato e l’anno successivo inizió ad essere esportato anche in altri paesi come Spagna e Germania. In Italia sarà importato dal 1984 denominato SC Metropolis con prezzi da 1.800.000 fino a 2.100.000 lire.
Nel 1988 la versione da 80 cc cambierà denominazione in Peugeot SX; questo perché il cinquantino aveva ottenuto un grande successo soprattutto tra i giovani mentre la versione 80 era preferita da un pubblico adulto (in quanto era guidabile in Francia con la normale patente automobilistica). 
La produzione dell’SC 50 e dell’SX 80 termina nel 1992.

## Caratteristiche tecniche

### SC 50
Il cinquantino monta il motore Honda NH50 monocilindrico raffreddato ad aria con valvole lamellari da 49,4 cm³ che eroga 3,0 CV a 6.500 giri/min e 4 Nm a 4.500 giri/min. 
Alesaggio e corsa 40 x 39,3. L’avviamento è elettrico o con leva. La trasmissione è automatica a variatore con accensione elettronica. La velocità massima è limitata a 40 km/h (50 km/h su alcuni mercati esteri). La sella è monoposto. Il peso è di 73 kg con serbatoio di benzina da 5,3 litri e serbatoio di olio da 1,3 litri.
Il consumo dichiarato è di 2,3 litri/100 km ad una velocitá costante di 40 km/h.

### SC 80
Il cinquantino monta il motore Honda NH50 monocilindrico raffreddato ad aria con valvole lamellari da 79,6 cm³ che eroga 6,5 CV a 6.500 giri/min e 7,9 Nm a 5.000 giri/min. 
Alesaggio e corsa 48 x 44. L’avviamento è elettrico o con leva. La trasmissione è automatica a variatore con accensione elettronica. La velocità massima è di 60 km/h. La sella è biposto. Il peso è di 78 kg con serbatoio di benzina da 5,3 litri e serbatoio di olio da 1,3 litri.
Il consumo dichiarato è di 2,4 litri/100 km ad una velocità costante di 60 km/h.